# Guten Morgen, du Schöne: Julia
Guten Morgen, du Schöne: Julia ist ein 1980 geschaffener Film des Fernsehens der DDR von Thomas Langhoff nach einem Kapitel aus dem 1977 erschienenen Buch Guten Morgen, du Schöne von Maxie Wander.

## Handlung
Julia, eine etwa 90-jährige Frau sitzt in einem Zug und erzählt ihrem unbekannten Mitreisenden ihr Leben. Ihr Aussehen, ihre Mimik und Erzählungen lassen erahnen, dass sie immer zu der „feineren“ Gesellschaft gehörte. Ihren ersten Mann lernte Julia bereits als junges Mädchen kennen und  verliebte sich sofort in ihn. Doch erst in der Hochzeitsnacht sah sie ihn das erste Mal ohne Kleidung und der Anblick verwirrte sie so sehr, dass in dieser Nacht nichts mehr passierte. Obwohl sie bei ihrem Mann keine sexuelle Befriedigung fand, bekam sie ein Kind von ihm. Nach seinem frühen Tod musste sie arbeiten gehen, um ihren Lebensunterhalt zu verdienen und deshalb wurde ihr Kind von ihrer Mutter betreut.
Aus einer Vertretungsstelle in einer Bank wurde eine 2-jährige Betriebszugehörigkeit. In dieser Zeit lernte sie auch ihren zweiten Mann kennen. Aber auch dieser ist inzwischen verstorben, ebenso wie viele ihrer Freunde und Bekannten. Sie erzählt von ihrem Wohnumfeld in Berlin-Steglitz, welchem sie treu geblieben ist.  Auf jeden Fall sieht sie immer noch optimistisch ins Leben, ist immer freundlich, lässt sich durch nichts unterkriegen und ist der Meinung, dass sie alles Schöne erlebt hat, was eine Frau nur erleben kann.

## Produktion und Veröffentlichung
Das DDR-Fernsehen produzierte auf Grundlage von Guten Morgen, du Schöne sieben Fernseh-Produktionen, wobei der Film des Regisseurs Hans-Werner Honert über drei junge Frauen aus Maxi Wanders Buch Aufführungsverbot erhielt und deshalb erst nach der Wende gezeigt werden konnte. Die jeweils anderen drei Folgen von Vera Loebner (mit elektronischen Fernsehkameras aufgenommen) und Thomas Langhoff (mit 16 mm Filmkamera aufgenommen) wurden 1979 und 1980 ausgestrahlt.
Die Erstausstrahlung dieses auf ORWO-Color geschaffenen Films erfolgte am 5. April 1980 im 2. Programm des Fernsehens der DDR.